# منطقة بارابانكي
بارابانكي رمزها «BB» (بالإنجليزية: Barabanki)‏ ، هو تقسيم إداري لدولة الهند تتبع ولاية أتر برديش (بالإنجليزية: Uttar  Pradesh)‏ ، مركزها هو مدينة بارابانكي (بالإنجليزية: Barabanki)‏ عدد سكانها حسب تعداد سنة 2001 هو 2,673,394 ، مساحتها 3,825 كم² وكثافة السكان 699 لكل كم² .

## أعلام
- نظام الدين السهالوي
- عبد الباري الندوي
- سيد أمير الدين كيدواي